# 이나노촌
이나노촌(稲野村)은 1889년부터 1940년까지 존재했던 효고현 가와베군의 촌이다. .

## 역사
- 1889년 4월 1일 - 정촌제 시행에 수반해 가와베군 이나노촌이 성립하였다.
- 1940년 4월 1일 - 이타미정과 신설합병해, 이타미시가 성립하여, 가와베군은 소멸하였다.

## 교통

### 철도
- 한큐 이타미선

## 참고문헌
- 大日本篤農家名鑑編纂所編『大日本篤農家名鑑』大日本篤農家名鑑編纂所、1910年。
- 伊丹市統計書 平成10年度版 - 旧村域の総面積を10.43平方キロメートルとする。
- 『가도카와 일본 지명 대사전 第28巻 兵庫県』。